# Мизула (окръг)
Окръг Мизу̀ла (на английски: Missoula County) е окръг в щата Монтана, Съединени американски щати. Площта му е 6781 km², а населението е 117 922 души (1 април 2020). Административен център е град Мизула.